# ابعاد زیست‌محیطی خودروهای برقی

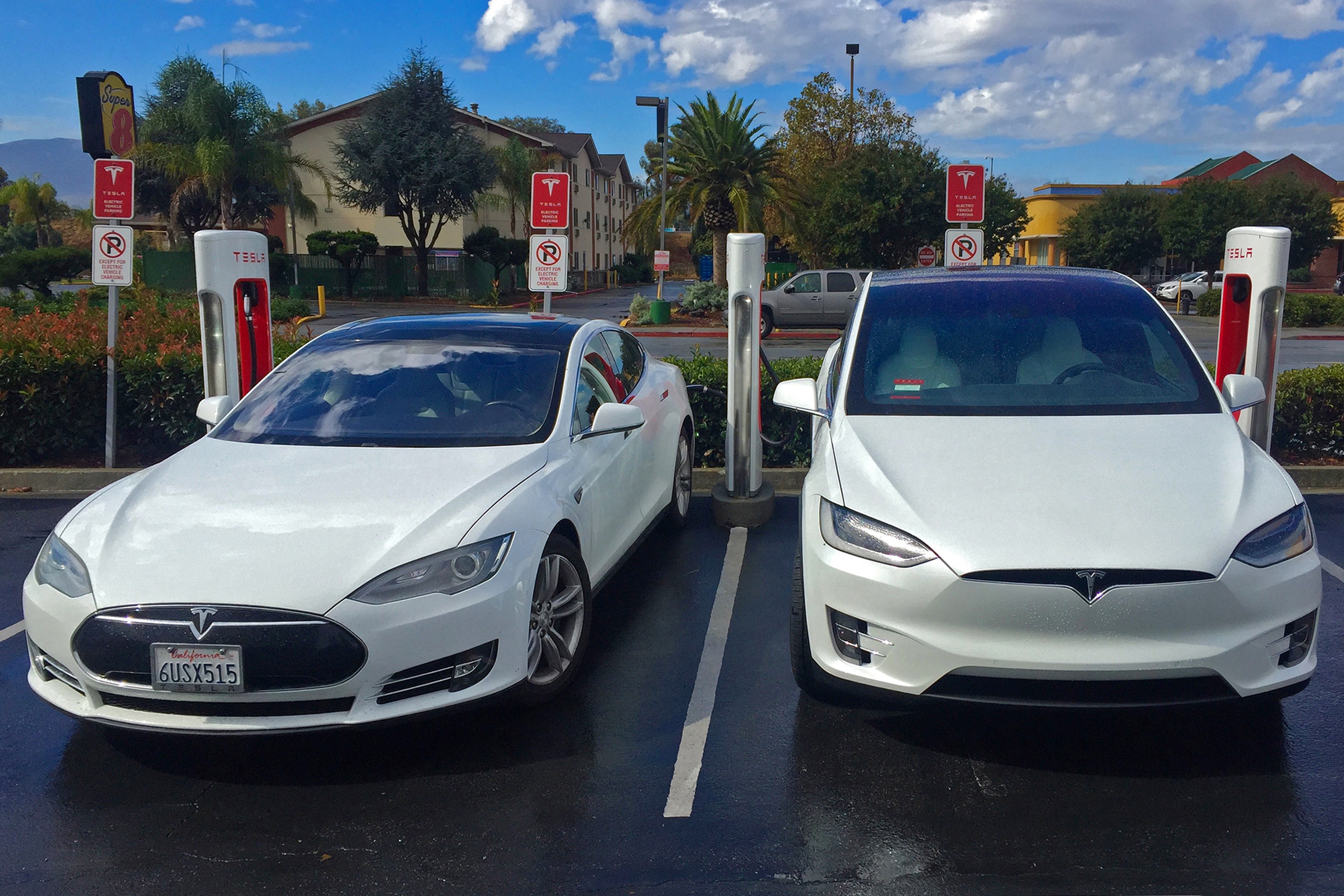
تسلا مدل S (چپ) و تسلا مدل X (راست)

اتومبیل‌های الکتریکی (یا وسایل نقلیه الکتریکی، خودروهای برقی) در مقایسه با اتومبیل‌های معمول با موتور احتراق داخلی، تأثیرات متفاوتی بر محیط زیست دارند. در صورتی که نحوه تولید آنها می‌تواند تأثیرات مشابه هم بر محیط زیست ایجاد کند، برخی از این خودروها با انتشار آلودگی ناچیزی تولید می‌شوند، و برخی هم بسته به منبع برق مورد استفاده برای شارژ آنها، می‌توانند وابستگی به انتشار گازهای گلخانه ای و نفتی و به دنبال آن آلودگی را کاهش دهند. موتورهای الکتریکی به‌طور قابل توجهی کارآمدتر از موتورهای احتراق داخلی هستند و، حتی با وجود راندمان و قدرت بالا، انرژی کمتری برای کار کردن نیاز دارند. تولید باتری برای اتومبیل‌های برقی به منابع و انرژی بیشتری نیاز دارد، پس می‌توانند تأثیرات زیست‌محیطی بزرگتری را در چرخه تولید خودروهای برقی بگذارند. در پروسه نگهداری خودروهای برقی نیز تأثیرات زیست‌محیطی قابل لمس هستند. مثلا خودروهای الکتریکی معمولاً سنگین تر هستند و می‌توانند باعث مصرف بیشتر لاستیک، ترمز و ایجاد گرد و غبار بیشتری شوند، اما ترمز احیا کننده آنها می‌تواند آلودگی ایجاد شده از ترمز را کاهش دهد. خودروهای برقی از نظر مکانیکی ساده‌تر هستند که باعث کاهش استفاده روغن موتور می‌شود.

## مزایا و معایب در مقایسه با خودروهای سوختی
خودروهای برقی (دارای باتری) مزایای زیست‌محیطی زیادی نسبت به خودروهای سوختی(ICEV) دارند، از جمله:
- از بین بردن آلاینده‌های مضر اگزوز مانند اکسیدهای مختلف نیتروژن که سالانه هزاران نفر را از تلف می‌کند[۹]
- انتشار کمتر Co2 در سطح کره زمین نسبت به اتومبیل‌های دارای سوخت فسیلی، بنابراین تغییرات آب و هوایی را محدود می‌کند[۱۰]

پلاگین‌های هیبریدی اکثر این برتری‌های ذکر شده را فقط در حالت کاملاً برقی، دارند.
خودروهای برقی معایبی هم دارند از جمله:
- استفاده عناصر خاکی کمیاب مانند نئودیمیم، لانتانیم، تربیوم و دیسپروزیوم و سایر فلزات مهم مانند لیتیوم و کبالت،[۱۱][۱۲] البته مقدار فلزات کمیاب مورد استفاده در هر خودرو متفاوت است. اگرچه فلزات نادر در پوسته زمین فراوان اند، اما امتیاز استفاده از آنها در انحصار اقلیت محدودی از افراد است.[۱۳]
- افزایش احتمالی انتشار ذرات معلق از لاستیک.
- این امر گاهی اوقات به دلیل این است که اکثر اتومبیل‌های برقی باتری سنگینی دارند و این بدان معناست که لاستیک‌های خودرو بیشتر دچار سایش می‌شوند. اگر ترمز احیا کننده وجود داشته باشد  لنت ترمز کمتر از اتومبیل‌های غیر الکتریکی مصرف می‌شوند، بنابراین ممکن است گاهی اوقات نسبت به ترمزهای موجود در اتومبیل‌های غیر الکتریکی، آلودگی کمتری ایجاد کند.[۱۴][۱۵] همچنین، برخی از اتومبیل‌های الکتریکی ممکن است ترکیبی از ترمز کاسه ای و ترمز دیسکی داشته باشند، و ترمزهای کاسه ای باعث انتشار ذرات کمتر از ترمزهای دیسکی می‌شود.
- آلودگی ساطع شده در فرایند تولید، به ویژه مقادیر زیاد حاصل از تولید باتری
- آلودگی غیرفعال: در موارد خاص برق مصرف شده برای شارژ مجدد از نیروگاه‌هایی تولید می‌شود که آلاینده‌هایی را آزاد می‌کنند، بنابراین حتی اگر در حین حرکت آلاینده‌ها آزاد نشوند، برق مصرفی قبلاً آلوده شده‌است. در مورد نیروگاه‌های هسته ای هیچ آلاینده ای قابل مشاهده نیست بلکه فقط زباله‌های هسته ای هستند که نیاز به ذخیره‌سازی، مدیریت و غیره دارند.

## ذرات معلق
مانند همه خودروها، خودروهای الکتریکی ذرات معلق (PM) ناشی از سایش لاستیک جاده و ترمز را ایجاد می‌کنند، و باعث بروز بیماری‌های تنفسی می‌شود. فقط در انگلیس pm خودروها (از انواع وسایل نقلیه و نه فقط از خودروهای برقی) احتمالاً باعث ۷۰۰۰ تا ۸۰۰۰ مرگ زودرس در سال باشد.
با این حال، کمتر بودن هزینه‌های سوخت رسانی، بهره‌برداری و تعمیر و نگهداری خودروهای برقی می‌تواند باعث ایجاد اثر برگشت انرژی شود، در نتیجه ذرات بیشتری آزاد می‌شود. به عبارت دیگر، کم شدن هزینه‌های رانندگی کردن موجب تشویق بیشتر به رانندگی می‌شود و در نتیجه باعث ساییده شدن بیشتر لاستیک‌ها می‌شود. (هزینه‌های دیگری از جمله ازدحام رانندگان و انگیزه ناشی از آن، باعث آسفالت کردن بیشتر زمین به منظور گسترش راه‌ها و جاده‌ها می‌شود)

## تولید برق برای خودروهای برقی

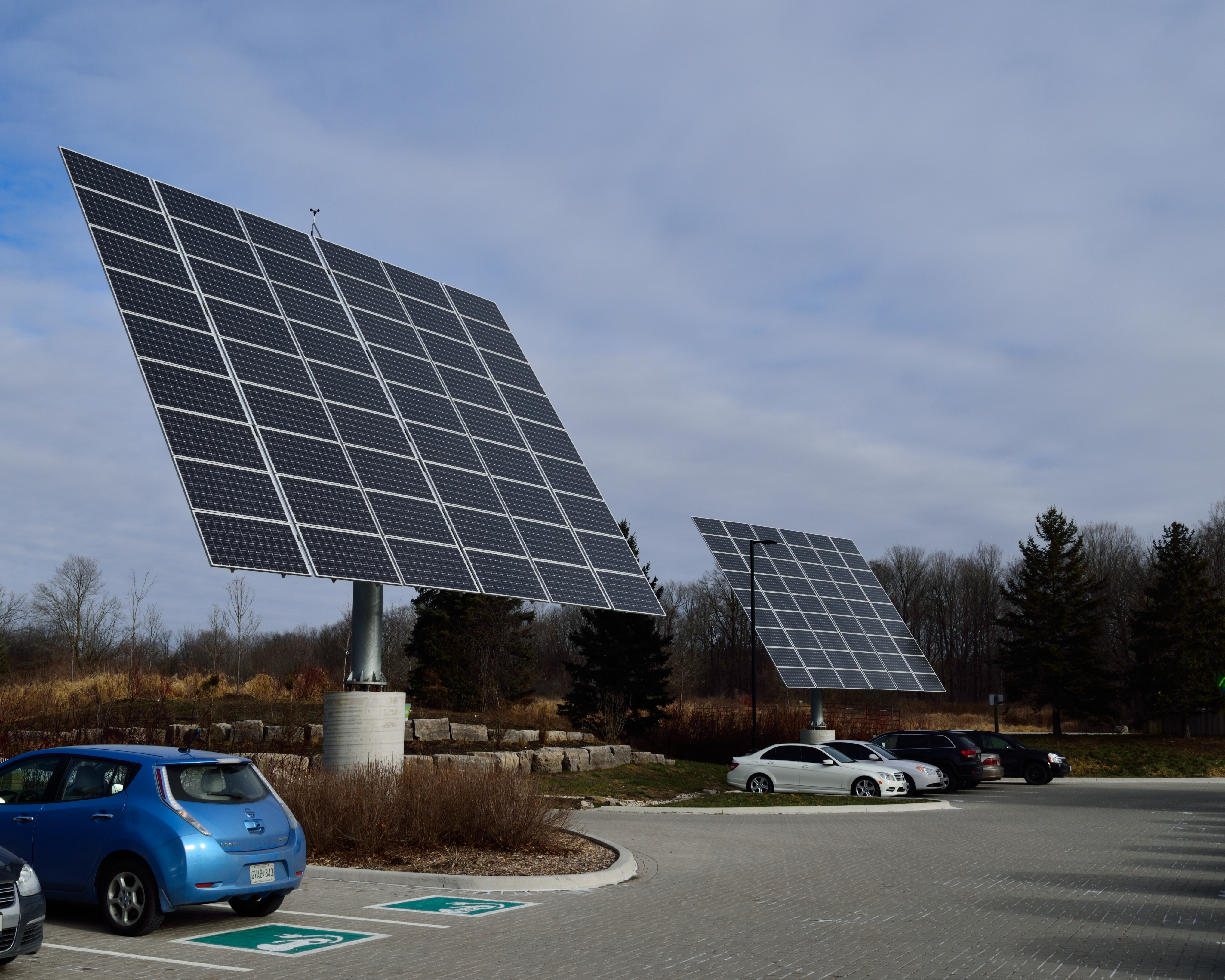
یک ایستگاه شارژ انرژی خورشیدی در آمریکای شمالی

خودروهای برقی در طول عمر خود نسبت به خودروهای سوخت فسیلی، گازهای گلخانه ای کمتری منتشر می‌کنند، جز در مکان‌هایی که درصد بسیار بالایی از برق تولیدی، با زغال‌سنگ تولید می‌شود مانند صربستان. میزان این تفاوت به مسافت رانده شده توسط خودرو و همچنین منبع برق بستگی دارد، زیرا این تفاوت عمدتاً هنگام رانندگی است تا در زمان تولید یا بازیافت. به عنوان مثال، وسایل نقلیه برقی و هیدروژنی Co2 کمتری در هنگام رانندگی تولید می‌کنند، اما فقط در صورتی که انرژی آنها از طریق انرژی تجدید پذیر یا منابع کم کربن مانند انرژی هسته ای تأمین شود. زمان‌بندی فرایند شارژ وسایل نقلیه برقی با نظر به توان تولید شده توسط منابع انرژی تجدید پذیر، می‌تواند درصد انرژی تجدید پذیر در شبکه برق را افزایش دهد.
وقتی انرژی با استفاده از سوخت‌های فسیلی تولید می‌شود، وسایل نقلیه برقی عموماً در برابر وسایل نقلیه بنزینی، به دلیل فرایند تولید بسیار پرکربن، در استخراج، پمپاژ، پالایش، حمل و نقل و بازده به دست آمده با بنزین، کاهش آلودگی قابل توجهی نشان می‌دهند؛ یعنی حتی اگر بخشی از انرژی مورد استفاده برای راه‌اندازی یک خودروی برقی از طریق سوخت‌های فسیلی تأمین شود، خودروهای برقی همچنان باعث کاهش آلودگی کربن دی‌اکسید می‌شوند، که از آنجایی که برق اکثر کشورها حداقل تا حدی با سوزاندن سوخت‌های فسیلی تولید می‌شود، مهم است. پژوهشگران در آلمان ادعا کرده‌اند که گرچه برتری فنی پیشرانه برقی در مقایسه با فناوری متداول وجود دارد، اما در بسیاری از کشورها بیشترین تأثیر الکتریکی شدن انتشار ناوگان وسایل نقلیه بیشتر به دلیل قوانین مجبور کننده است تا فناوری پیشرفته‌تر آن‌ها. می‌توان انتظار داشت که با استفاده از تولید برق توسط باد و خورشید، آلودگی شبکه‌های الکتریکی با گذشت زمان بهبود یابد.
بسیاری از کشورها، اما نه بیشتر آن‌ها، در حال معرفی هدف برای میزان انتشار کربن دی‌اکسید متوسط در خودروهای فروخته شده توسط تولیدکننده‌ها هستند. (به همراه مجازات‌های مالی برای تولیدکنندگانی که نتوانند این اهداف را برآورده کنند). این مسئله برای تولیدکنندگان، تولیدکنندگان بزرگ خودروهای سنگین و کارامد انگیزه فراوانی برای معرفی خودرو برقی و اتومبیل‌های توربوشارژ ایجاد می‌کند.

## آلودگی هوا و انتشار کربن در کشورهای مختلف
خودروهای برقی مزایای متعددی نسبت به خودروهای موتور احتراق داخلی معمولی دارند از جمله، کاهش محلی آلودگی هوا، به ویژه در شهرستانها، و جلوگیری از آلودگی‌های اگزوز مانند ذرات (دوده)، ترکیبات آلی فرار، هیدروکربن، مونوکسید کربن، ازن، سرب، و اکسیدهای مختلف نیتروژن. منفعت داشتن هوای پاک ممکن است فقط محلی نباشد زیرا بسته به منبع برق مورد استفاده برای شارژ مجدد باتری‌ها، ممکن است انتشار آلاینده‌های هوا به محل تولید برق منتقل شود. از این به عنوان لوله دم طولانی وسایل نقلیه برقی یاد می‌شود. میزان دی‌اکسید کربن ساطع شده به شدت انتشار آلودگی منابع انرژی مورد استفاده برای شارژ خودرو، کارایی وسیله نقلیه مذکور و انرژی هدر رفته در فرایند شارژ بستگی دارد. برای برق اصلی شدت انتشار آلودگی به‌طور قابل توجهی در هر کشور و در یک کشور خاص متفاوت است، و بر اساس تقاضا، در دسترس بودن منابع تجدید پذیر و بازده تولید مبتنی بر سوخت فسیلی مورد استفاده در یک زمان خاص است.
شارژ یک وسیله نقلیه با استفاده از انرژی‌های تجدید پذیر (به عنوان مثال، نیروی باد یا پانل‌های خورشیدی) آلودگی کربنی بسیار کمی تولید می‌کند که سیستم تولید را تولید و نصب می‌کند. حتی در یک شبکه با سوخت فسیلی، کاملاً امکان‌پذیر است که یک خانوار با پنل‌های خورشیدی انرژی کافی برای استفاده از ماشین الکتریکی خود تولید کند، بنابراین (به‌طور متوسط) انتشار آلودگی را کم می‌کند. حتی هنگام استفاده از برق به‌طور انحصاری، معرفی تجهیزات الکتریکی دارای مزایای عمده زیست‌محیطی در بیشتر کشورها (اتحادیه اروپا) است، به استثنای کشورهایی که به نیروگاه‌های قدیمی زغال‌سنگ متکی هستند. بنابراین به عنوان مثال بخشی از برق که با انرژی تجدید پذیر تولید می‌شود (۲۰۱۴) در نروژ ۹۹ درصد و در آلمان ۳۰ درصد است.

### انگلستان
فروش اتومبیل‌های کاملاً سوخت فسیلی در سال ۲۰۳۰ و خودروهای هیبریدی در سال ۲۰۳۵ پایان می‌یابد، اگرچه بسته به قوانین محلی مجاز به باقی ماندن در برخی از جاده‌های عمومی نیز می‌باشد. یک تخمین در سال ۲۰۲۰ گفته‌است که اگر همه اتومبیل‌های سوخت فسیلی جایگزین شوند ، انتشار گازهای گلخانه ای انگلیس ۱۲ درصد کاهش می‌یابد. اما از آنجا که مصرف‌کنندگان بریتانیایی می‌توانند تأمین کنندگان انرژی خود را انتخاب کنند، میزان کاهش آلودگی به میزان انتخاب تأمین کننده‌های مناسب (کسانی که با آلودگی کم‌تر برق تولید می‌کنند) در تأمین انرژی در شبکه بستگی دارد.
دو سوم آلودگی ذرات حمل و نقل جاده ای (نه فقط اتومبیل‌ها) از گرد و غبار لاستیک، ترمز و جاده ناشی می‌شود، دولت انگلیس در ژوئیه ۲۰۱۹ اعلام کرد و پیش‌بینی می‌شود که آلودگی ریزگردها حتی با اتومبیل‌های برقی نیز افزایش یابد.

### ایالات متحده

تولید برق خالص توسط منبع انرژی. در نمودار ایالات متحده، زغال‌سنگ دیگر منبع اصلی برق نیست. در بالای سقف خورشیدی حساب نمی‌شود.

طبق مطالعه اتحادیه دانشمندان نگران در سال ۲۰۱۸:
«بر اساس اطلاعات مربوط به میزان انتشارات نیروگاه‌ها در فوریه ۲۰۱۸، رانندگی با برق برای بیشتر رانندگان در ایالات متحده تمیزتر از بنزین است. اکنون ۷۵ درصد مردم در مکان‌هایی زندگی می‌کنند که رانندگی با برق از ماشین ۵۰ بنزینی MPG تمیزتر است. و بر اساس جایی که مردم قبلاً خودروهای الکتریکی خریداری کرده‌اند، اکنون وسایل نقلیه الکتریکی دارای انتشار گازهای گلخانه ای برابر با یک اتومبیل 80 MPG هستند که بسیار کمتر از هر خودروی صرفا بنزینی موجود است.» 

### آلمان
برخی از ماه‌های سال ۲۰۱۹ بیش از ۵۰٪ از کل تولید انرژی از منابع تجدید پذیر را تجربه کرده‌است و انتظار می‌رود که بیشتر هم بشود زیرا تولید زغال سنگی که فقط برای تولید مستقیم انرژی استفاده می‌شود به تدریج از بین می‌رود.